# رضا شكاري
رضا شكاري قزلقيه، من مواليد 31 مايو 1998م، وهو لاعب كرة قدم إيراني، لعب مع نادي روستوف الروسي في بطولة الدوري الروسي الممتاز، شارك مع زملائه في كأس العالم للشباب التي أستضافته كوريا الجنوبية، محققاً تسجيله 3 أهداف كأعلى لاعب إيراني في البطولة، ينتمي رضا شكري للعرق القرشي التركي.